# Die Verdammten
Die Verdammten ist ein deutsch-italienischer Spielfilm von Luchino Visconti aus dem Jahre 1969. Der italienische Originaltitel La caduta degli dei spielt auf die in Italien übliche Übersetzung des Titels der Götterdämmerung von Richard Wagner an.
Der opulente Historienfilm malt aus, wie die Industriellenfamilie von Essenbeck sich durch die Zusammenarbeit mit den Nationalsozialisten sanieren will, stattdessen aber ihren eigenen Zerfall vorantreibt.
Der umstrittene erste Teil der Deutschen Trilogie beleuchtet die obszönen Seiten des Faschismus. Als moderne Macbeth-Variation und Dekadenz-Studie lässt er nicht bloß den Einfluss Wagners und Thomas Manns, sondern auch die Psychologie Dostojewskis erkennen.

## Inhalt
Beim Eintreffen der Nachricht vom Reichstagsbrand im Februar 1933 werden die unterschiedlichen politischen Meinungen der deutschen Industriellenfamilie von Essenbeck sichtbar. Der konservative Seniorchef Joachim wird in der folgenden Nacht auf Geheiß der Nationalsozialisten ermordet. Dem liberalen Familienmitglied Herbert Thallmann, der die Nazis vehement ablehnt, wird die Tat in die Schuhe geschoben. Er flieht ins Ausland, während seine Frau und zwei Töchter zurückbleiben und später ins Konzentrationslager kommen. Der wirkliche Täter Friedrich Bruckmann steigt zum Generalbevollmächtigten auf. Der opportunistische Karrierist ist der Geliebte von Sophie von Essenbeck, der Witwe des im Ersten Weltkrieg gefallenen Lieblingssohnes von Joachim.
Konstantin von Essenbeck, der einzige überlebende Sohn von Joachim, übernimmt zunächst die Firmenleitung. Der eher grobschlächtige SA-Mann steht bald mit Sophie und Bruckmann in einem Kampf um die Firmenleitung. Das Liebespaar erhofft sich Hilfe von Sophies Cousin, dem mächtigen SS-Offizier Aschenbach, der unter den Essenbecks Intrigen schmiedet, um die Firmenleitung und damit die für den Krieg so wichtige Rüstungsindustrie unter seine Kontrolle zu bringen. Aschenbach und Bruckmann erschießen Konstantin, der an einer SA-Orgie teilnimmt, im Zuge des Röhm-Putsches. Nun scheint das Familienimperium in den Händen von Sophie und Bruckmann zu liegen, doch Aschenbach hat weitere Pläne: Er möchte den bisherigen Helfer Bruckmann loswerden, da er diesen nur als Opportunisten, nicht aber als überzeugten Nationalsozialisten sieht.
Aschenbach nutzt die ihm bekannte pädophile Veranlagung von Sophies einzigem Sohn Martin von Essenbeck: Das von Martin belästigte, jüdische Mädchen Lisa erhängte sich; der Fall wurde durch Aschenbach vertuscht, nun aber benutzt er ihn, um Martin zu erpressen und für den Nationalsozialismus einzuspannen. Martin und Aschenbach ziehen auch Günther, Konstantins liberalen und durch die grausamen Familienereignisse mitgenommenen Sohn, auf ihre Seite, indem sie Friedrich als alleinigen Mörder von Konstantin präsentieren. Martin vergewaltigt seine Mutter, die ihn bisher dominierte, um sie zu demütigen und zu zerstören. Daraufhin zwingt er Sophie und Bruckmann zur gemeinsamen Eheschließung mit der anschließenden unverhohlenen Aufforderung zum gemeinsamen Selbstmord, der auch vollzogen wird. Am Ende ist Martin der Alleinherrscher der Essenbeck-Stahlwerke, aber auch rettungslos in der Hand der Nationalsozialisten verloren. 

## Hintergrund
Mit dem Film spielte Visconti auf die Krupp-Dynastie und ihre Verstrickungen in den Nationalsozialismus an.
Visconti wollte mit La caduta degli dei einen modernen Macbeth schaffen und den von Wagner angeprangerten, zerstörerischen Einfluss des Kapitals zeigen.
Die Gegenwart beweise, dass „Götter“ sich mit dem Machtinstrument des Geldes „unter die Menschen“ mischen, „nicht anders als die heidnischen Gottheiten oder die Helden Wagners“. Ihre Fabriken seien die „Tempel ihres Kultes“. Laut Helmut Berger beabsichtigte Visconti „eine moderne Buddenbrook-Studie“.
Der Film lässt neben Anleihen bei Shakespeare, Richard Wagner und Thomas Mann auch den Einfluss Dostojewskis erkennen, auf den Visconti sich bereits in seinem Sozialdrama Rocco und seine Brüder gestützt hatte.
Die Szene, in der das missbrauchte jüdische Mädchen sich erhängt, geht auf den Roman Die Dämonen zurück. In der erst posthum veröffentlichten Episode des düsteren Werkes gesteht Stawrogin, ein Mädchen verführt zu haben, das sich darauf erhängte.
Die Figur Martin von Essenbeck trägt Züge Arndt von Bohlen und Halbachs, der 1967 auf seine Erbschaft von mindestens 2,5 Milliarden DM verzichtete und stattdessen eine vergleichsweise geringe Apanage von jährlich 2 Millionen DM sowie weitere Zuwendungen erhielt und so die Gründung der Alfried Krupp von Bohlen und Halbach-Stiftung ermöglichte. Der einzige Sohn des Großindustriellen und Nazi-Mitläufers Alfried Krupp von Bohlen und Halbach war homosexuell, unterzog sich zahlreichen Schönheitsoperationen und schien mit seinem extravaganten Lebensstil nicht geeignet, ein so großes Unternehmen wie die Friedrich Krupp AG als Alleininhaber zu führen.
Bereits im Vorfeld musste Visconti zwei Niederlagen hinnehmen. Zunächst konnte er den Titel „Götterdämmerung“ nicht durchsetzen, da die amerikanischen Produzenten ihn ablehnten und auf „The Damned“ beharrten. Dann war es ihm nicht möglich, bereits im ersten Teil der Trilogie Musik Gustav Mahlers zu verwenden. Er musste sich mit der als schwerfällig eingeschätzten Begleitmusik von Maurice Jarre abfinden, was ihn sehr verärgerte.
Helmut Berger spielte als Martin von Essenbeck das erste Mal unter Viscontis Regie eine große Rolle und avancierte zum internationalen Star. In seinen Memoiren schildert Berger, wie er vor Drehbeginn in Kitzbühel wochenlang mit Arndt von Bohlen und Halbach zusammen war: „Bei jeder Gelegenheit guckte ich mir seine Lebensart, seine Bewegungen und Gesten ab. Wie er tänzelnd ging, nervös hin und her blickte, an seinen langen Goldketten spielte... Die Augen geschminkt à la Elisabeth Taylor.“ Nach Skizzen Bergers seien auch die von Bohlen selbst entworfenen Juwelen für den Film nachempfunden worden.
Weitere deutsche Darsteller in kleinen Rollen waren Klaus Höhne und der Politikersohn Peter Brandt. Karl Hass, ehemaliger SS-Sturmbannführer und Täter beim Massaker in den Ardeatinischen Höhlen, wirkte als Komparse mit.
Für die Kostüme waren Piero Tosi und Vera Marzot zuständig.

## Synchronisation
Die deutsche Synchronfassung entstand 1969 zur Kinopremiere. Helmut Griem (als Aschenbach), René Koldehoff (als Konstantin), Albrecht Schoenhals (als Joachim) und Irina Wanka (als Mädchen Lisa) sprachen sich selbst in der deutschen Fassung.
| Rolle                 | Schauspieler         | Dt. Synchronstimme |
| --------------------- | -------------------- | ------------------ |
| Friedrich Bruckmann   | Dirk Bogarde         | Eckart Dux         |
| Sophie von Essenbeck  | Ingrid Thulin        | Ursula Traun       |
| Martin von Essenbeck  | Helmut Berger        | Jürgen Clausen     |
| Günther von Essenbeck | Renaud Verley        | Michael Ande       |
| Herbert Thallmann     | Umberto Orsini       | Horst Naumann      |
| Elisabeth Thallmann   | Charlotte Rampling   | Gertrud Kückelmann |
| Olga                  | Florinda Bolkan      | Lis Verhoeven      |
| Hilde Thallmann       | Karen Mittendorf     | Andrea L’Arronge   |
| Inspektor             | Mark Salvage         | Til Kiwe           |
| Janek                 | Wolfgang Hillinger   | Michael Rüth       |
| Dekan                 | Howard Nelson Rubien | Robert Klupp       |

## Rezeption
Kein anderer Film Viscontis war so umstritten wie Die Verdammten. Ihm wurde vorgehalten, im ersten Teil seiner Trilogie den Nationalsozialismus melodramatisch und ästhetisch unangemessen in Szene gesetzt und ihn gleichsam „mit einer romantischen, wenn auch dämonischen Aureole versehen“ zu haben. Damit vergleichbar war Thomas Mann vorgeworfen worden, er habe den Zusammenbruch Deutschlands in seinem späten Zeitroman Doktor Faustus als „gigantische Version der Götterdämmerung, ja als ein groteskes Opernspektakel“ dargestellt.
Der Film habe mit der Realität des NS-Staats „außer einer dem Faschismus nahen Ästhetik“ nichts gemein; die Essenbecks seien nicht repräsentativ für die Großindustrie und ihre Bedeutung in der Zeit des Nationalsozialismus.
Nach Auffassung Laurence Schifanos erinnern die Bedenken der Filmkritiker an Vorwürfe gegenüber Jean-Paul Sartre, in seinem später verfilmten Theaterstück Die Eingeschlossenen („Les Séquestrés d'Altona“) Industriemagnaten in Protagonisten verwandelt zu haben, die „in der Kriminalität und ihrem totalen Pakt mit dem Bösen ihre finstere Größe finden.“ Sartre entgegnete, er habe mit dem Personal den prinzipiellen Widerspruch aufzeigen wollen, dass sich eine adlige Familie mit großer Vergangenheit, Kultur und industrieller Macht ausgerechnet auf eine Kollaboration mit Nationalsozialisten einließ. Das „heimliche Einverständnis ihres abgekarteten Spieles“ sei auf diese Weise deutlich gemacht worden.
Der Drehbuchautor Nicola Badalucco erklärte den „schwierigen Stand“ des Films damit, dass Deutschland nicht bereit gewesen sei, „über sich selbst zu sprechen“, was sich später geändert habe: Ein auf dem Drehbuch basierendes Theaterstück sei 2002 mehrfach in Salzburg aufgeführt worden; mit einer anderen Bearbeitung sei eine Tournee durch Deutschland unternommen worden.
Nach Auffassung Wolfram Schüttes sind Die Verdammten ein gewagter Versuch, die Tradition des psychologischen Naturalismus mit den Dimensionen der Wagnerschen Opern zu verbinden. So sei ein opulentes, unzeitgemäßes und problematisches Werk entstanden, das sich von Viscontis realistischen Anfängen weit entfernt habe. Mit dem Raffinement der Farben und Ausstattungen übertreffe es seine vorhergehenden Filme Senso und Il Gattopardo.
Für das Lexikon des internationalen Films versuchte Visconti im ersten Teil seiner Deutschen Trilogie, die „Verbindungen zwischen moralischer Dekadenz, sexueller Neurose, schöngeistiger Todessehnsucht, narzißtischer Selbstbezogenheit und politischem Opportunismus aufzuzeigen“ und inszenierte dies opernhaft und melodramatisch. Stellenweise habe er das „faschistoide(n) Bewußtsein(s) eindrucksvoll“ analysiert, durch „artifizielle Stilisierung“ aber „die historische Brisanz des Stoffes“ geschwächt.
Der Evangelische Filmbeobachter bezeichnete das Werk als „Riesengemälde über den selbstzerstörerischen Untergang einer deutschen Industriedynastie während der Hitler-Ära.“ Die „forcierte Realitätsbezogenheit“ sei allerdings geschichtslos und habe „dem Film die glaubhafte Grundlage entzogen.“ Das Resultat sei ein „überdimensionales Kuriositätenkabinett“, das „gute Schauspielkunst, Viscontis Bildmeisterschaft, Kolossalarrangements, szenische Farcen und gestelzte Dialoge“ präsentiere.
Der Filmemacher Rainer Werner Fassbinder und der Regisseur Falk Richter zählen Die Verdammten zu ihren zehn Lieblingsfilmen.

## Auszeichnungen
Der Film erhielt 1970 eine Oscar-Nominierung in der Kategorie Bestes Originaldrehbuch. Helmut Berger wurde bei den Golden Globe Awards 1970 als Bester Nachwuchsdarsteller nominiert.